# Ernst Landl
Ernst „Nesti“ Landl (* 12. Februar 1914 in Wien; † 4. Dezember 1983 in Stockholm) war ein österreichischer Jazz- und Unterhaltungsmusiker (Pianist, zunächst auch Bassist und Schlagzeuger).

## Leben und Wirken
Landl studierte in den 1930er Jahren am Neuen Wiener Konservatorium und machte sich schon bald einen Namen in der Wiener Musikszene. In Wien begleitete er die Sängerin Adelaide Hall; bald war er als Musiker auch in Nordafrika und Portugal aktiv. Ab 1943 spielte er in der Steffl Diele mit dem italienischen Sänger und Gitarristen Vittorio Ducchini, dem Geiger Herbert Mytteis und dem französischen Schlagzeuger Arthur Motta. Aufgrund des Publikumszuspruch kam es Mitschnitten für Odeon, aber aufgrund der „Jazzlastigkeit“ zunächst zu fast keinen Veröffentlichungen. Nach der Niederschlagung des Nationalsozialismus spielte er im Wiener Tanzorchester; daneben gründete er den Hot Club Vienna als Studioband, um mit Musikern wie Hans Koller oder Viktor Plasil Jazztitel für Elite Special aufzunehmen. Bis 1958 trat Landl in Wien vor allem als Barpianist auf. Dann zog er nach Stockholm, wo er bis zu seinem Tod wirkte.

## Diskographische Hinweise
- Mytteis, Landl & CO Steffl Swing (1943–1947)
- Hans Koller Early Recordings of Hans Koller 1942-1950